# María Petrova
Maria Dimitrova Petrova (en búlgaro, Мария Димитрова Петрова, n. 13 de noviembre de 1975 en Plovdiv) es una ex gimnasta rítmica búlgara. Petrova es una de las cuatro gimnastas rítmicas que ha sido 3 veces campeona mundial en el concurso general (también lo fueron María Gigova, Yevguéniya Kanáyeva y Yana Kudriávtseva), siendo únicamente superadas por los 4 títulos de Dina Averina.

## Trayectoria

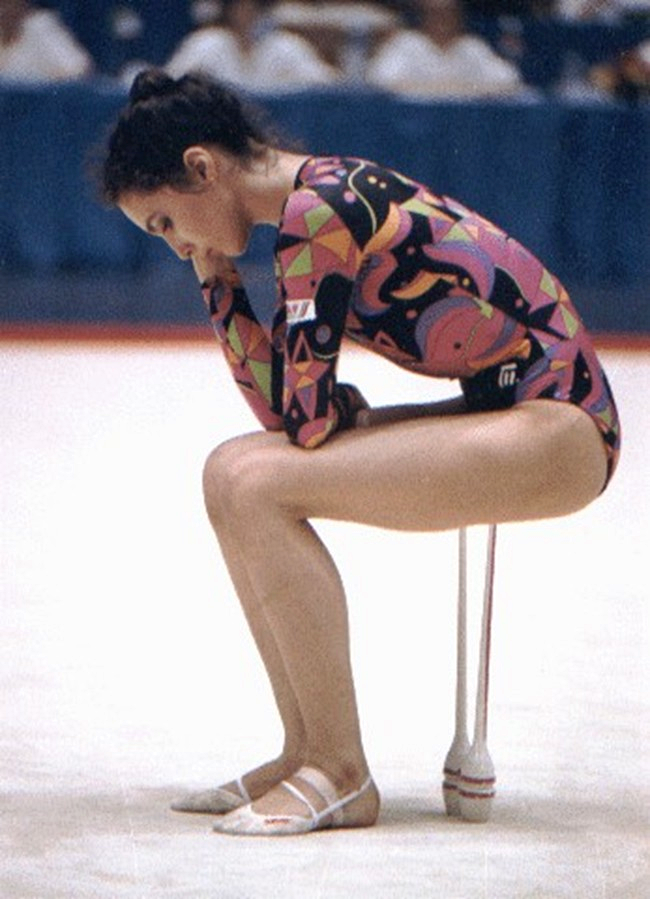
María Petrova en una prueba de la Copa de Europa de Gimnasia Rítmica celebrada en 1993, en Málaga.

Petrova fue una de las dominadoras de la gimnasia rítmica mundial durante la primera parte de la década de los años 90. El campeonato del mundo de El Pireo de 1991 fue su primera gran competición, donde fue medalla de plata por equipos y cuarta en las finales de mazas y de pelota. 
En el campeonato de Europa de 1992 de Stuttgart obtuvo la medalla de oro por equipos y también la del concurso completo, así como la de bronce en la final de cuerda. En la final de aro fue quinta y en la de pelota, sexta. Poco después compitió en su primera olimpiada, Barcelona 92, donde finalizó en quinto lugar. En esta competición se dio la circunstancia singular de que fue penalizada por una rotura de su maillot mientras realizaba el ejercicio de aro. Meses más tarde, en el campeonato del mundo del mismo año de Bruselas fue medalla de plata en el concurso general, así como en las finales de pelota y mazas, medalla de bronce en aro y obtuvo el séptimo lugar en cuerda. 
En 1993 fue la gran dominadora del campeonato del mundo de Alicante, donde fue medalla de oro por equipos, en el concurso completo y en las finales de cinta, aro y pelota, además de la medalla de bronce en mazas. 
En 1994, en el campeonato de Europa celebrado en Salónica fue nuevamente medalla de oro en el concurso completo, de plata en aro y de bronce en pelota y por equipos, mientras que acabó cuarta tanto en cinta como en mazas. En el campeonato del mundo de ese mismo año celebrado en París fue otra vez medalla de oro en el concurso completo individual, así como en la final de aro, medalla de plata en cinta y mazas y de bronce en pelota. 
Fue campeona del mundo por tercera vez al año siguiente, 1995, en el campeonato celebrado en Viena. En la misma competición fue medalla de oro en mazas y de plata en cuerda y por equipos, mientras que finalizó cuarta en pelota y octava en cinta. 
En el año 1996 también participó en el campeonato del mundo, celebrado en Budapest, pero solo pudo ganar la medalla de plata en la final de mazas y la de bronce en la de pelota. Fue olímpica por segunda vez en Atlanta 1996 pero, al igual que en 1992, solo pudo lograr la quinta posición.
Tras su retirada ha sido juez internacional de gimnasia y desde 2012 es vicepresidenta de la Federación Búlgara de Gimnasia.